# Madegowdanahundi, Tirumakudal Narsipur
Madegowdanahundi là một làng thuộc tehsil Tirumakudal Narsipur, huyện Mysore, bang Karnataka, Ấn Độ.